# Żleb Ratowników

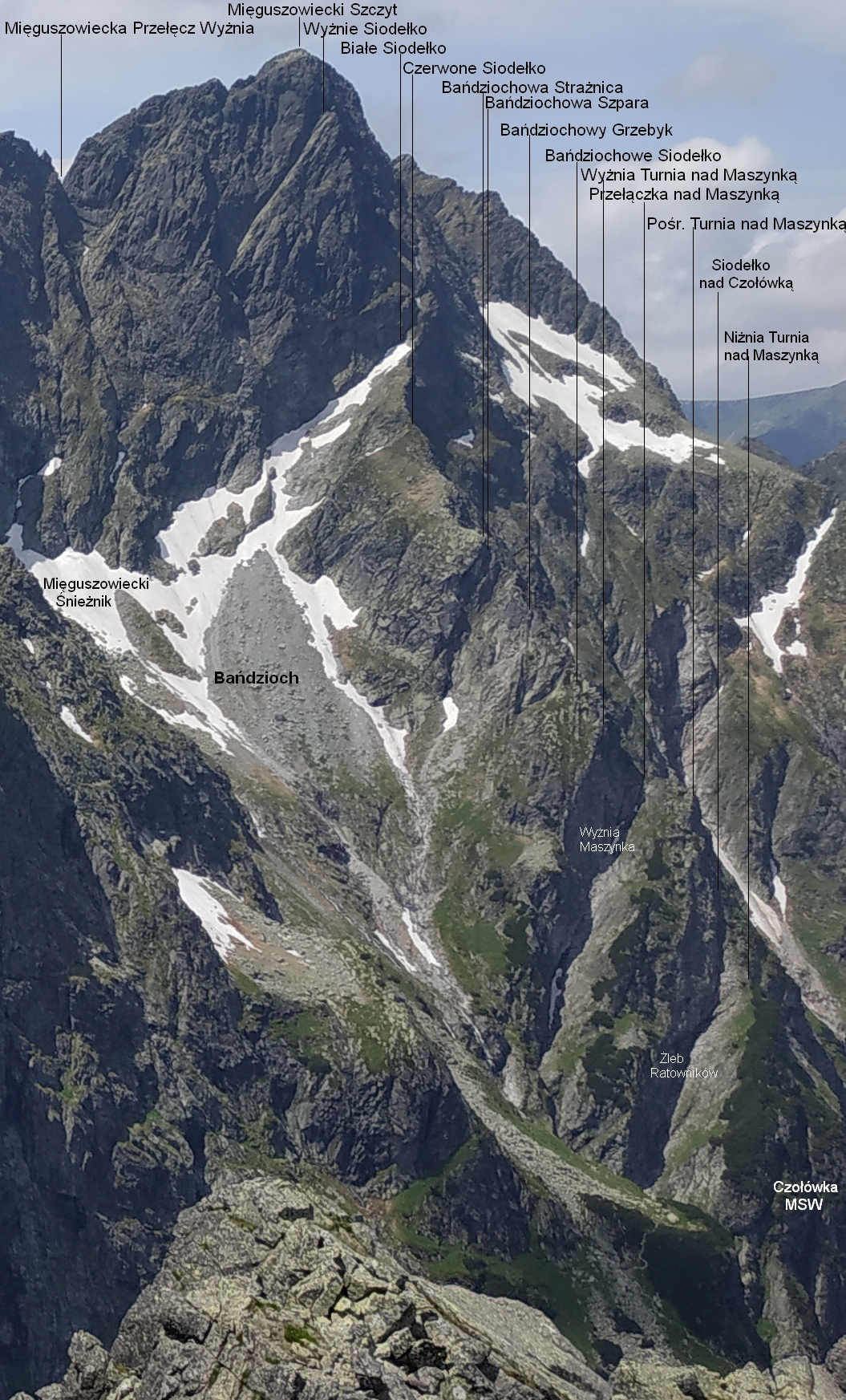

Żleb Ratowników – żleb wcinający się od lewej strony (patrząc od dołu) w Mięguszowiecki Filar w polskich Tatrach Wysokich. Opada w kierunku wschodnim spod Siodełka nad Czołówką (ok. 1820 m) i ma wylot tuż powyżej dolnej części Maszynki do Mięsa. Jest głęboko wcięty między grzędy Pośredniej Turni nad Maszynką i Niżniej Turni nad Maszynką.
Autorem nazwy żlebu jest Władysław Cywiński. Nawiązał nazwą do faktu, że żlebem chodzą tylko ratownicy TOPR-u (rzadko, tylko przy pogodzie uniemożliwiającej wykorzystanie do akcji ratowniczej helikoptera). Na jego północnej ścianie w okolicy Siodełka nad Czołówką zamontowane są stałe punkty asekuracyjne – spity z plakietkami, które służą do asekuracji podczas zjazdu na przełęcz. Taternicy nie korzystają z nich jednak, po przejściu ściany bardzo popularnej Czołówki MSW wolą zjazd na linie, niż schodzenie dalszą drogą przez Żleb Ratowników.